# Хазанов, Ефим Аркадьевич

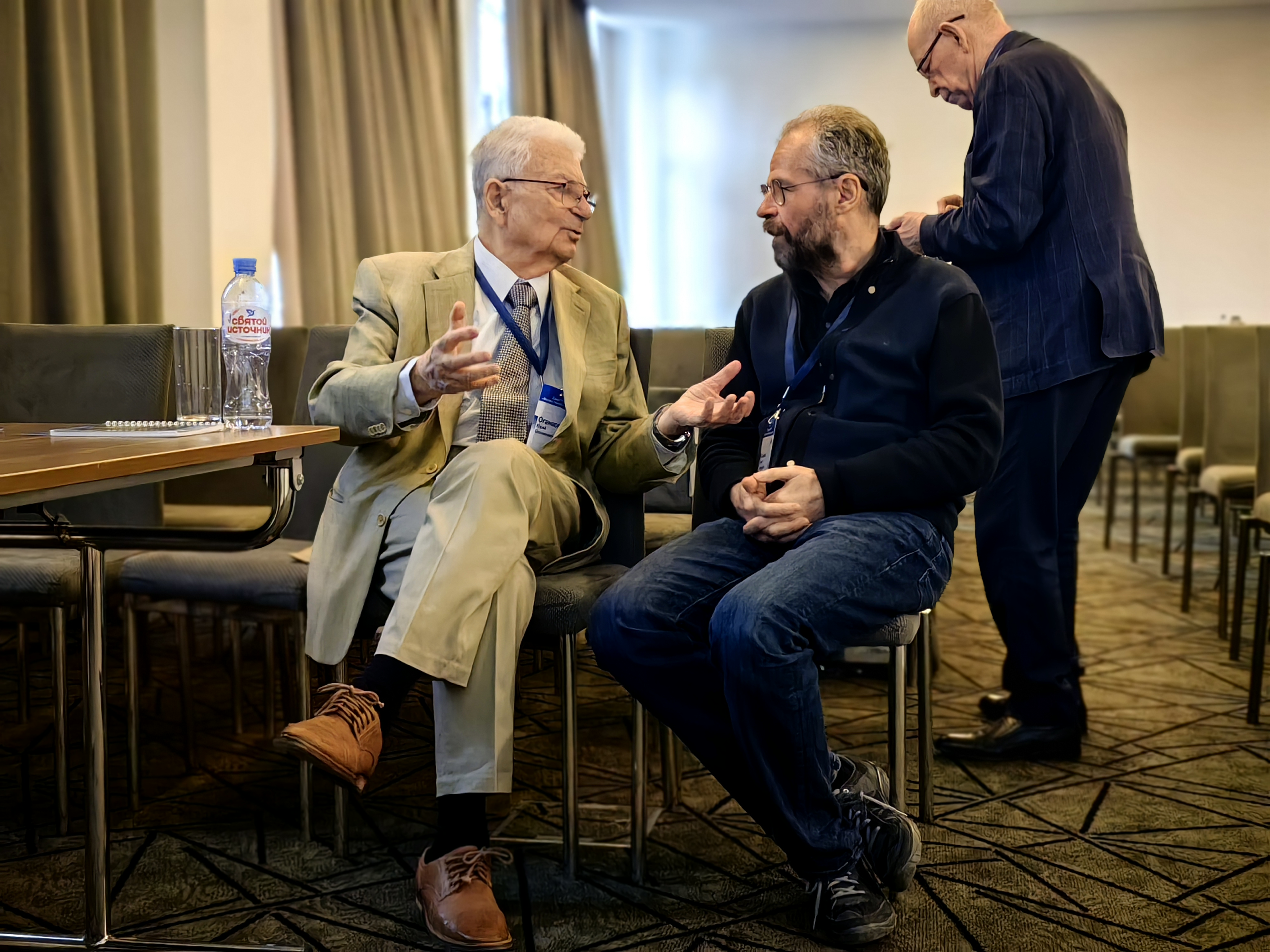
Юрий Оганесян и Ефим Хазанов (2024)

Ефи́м Арка́дьевич Хаза́нов (род. 12 ноября 1965, Горький) — российский учёный-физик, специалист в области лазерной физики и нелинейной оптики, член-корреспондент РАН (2008), академик РАН (2019). Главный научный сотрудник Федерального исследовательского центра Института прикладной физики РАН, заведующий лабораторией «Физические методы, акустооптическая и лазерная аппаратура для задач диагностики и терапии онкологических заболеваний» НИТУ «МИСиС».
Лауреат Государственной премии Российской Федерации (2018). Имеет более 40 000 цитирований своих работ, опубликованных в научных журналах. Индекс Хирша — 79.

## Биография
В 1988 году с отличием окончил Горьковский политехнический институт по специальности «инженерная электрофизика». Это был первый выпуск базовой кафедры Института прикладной физики АН СССР на физико-техническом факультете института, позднее преобразованной в Высшую школу общей и прикладной физики.
С 1988 года работает в Институте прикладной физики АН СССР (ныне — ИПФ РАН). Занимал должности стажёра-исследователя, младшего научного сотрудника, научного сотрудника, старшего научного сотрудника, заведующего лабораторией, заведующего отделом.
В 1990—1992 годах обучался в аспирантуре ИПФ РАН под научным руководством Г. А. Пасманика. В 1992 году защитил кандидатскую диссертацию по теме «Исследование возможностей компенсации поляризационных и аберрационных искажений волнового фронта оптического излучения в импульсно-периодических YAG:Nd лазерах».
В 2005 году защитил докторскую диссертацию «Термонаведенные поляризационные искажения и их компенсация в оптических элементах лазеров с высокой средней мощностью».
29 мая 2008 года избран членом-корреспондентом РАН по Отделению физических наук (физика).
С 2012 по 2022 годы являлся руководителем Отделения нелинейной динамики и оптики ИПФ РАН и заместителем директора института.
Занимается преподавательской деятельностью. Является профессором факультета ВШОПФ Нижегородского государственного университета. Под его руководством защищено семь кандидатских диссертаций.
Член OSA и SPIE. Член редколлегии журналов «Вестник Российской академии наук» (с 2018), «Квантовая электроника» и High Power Laser Science and Engineering.

## Научная деятельность
Е. А. Хазанов — физик-экспериментатор, специализирующийся на создании лазерных систем. В круг его интересов входят твердотельные лазеры с дифракционной расходимостью и высокой средней мощностью, термооптика твердотельных лазеров, оптические параметрические усилители чирпированных фемтосекундных лазерных импульсов, петаваттные лазеры, нелинейная оптика, в том числе задача обращения волнового фронта.
Е. А. Хазановым предложены и разработаны оригинальные идеи, использованные при создании фемтосекундного лазерного комплекса сверхвысокой пиковой мощности на основе параметрического усиления чирпированных импульсов. По его инициативе и под его непосредственным руководством такой лазер был создан в Институте прикладной физики РАН в 2000—2010-х годах. На момент своего создания лазер, получивший позднее название PEARL, обладал рекордной пиковой мощностью — 560 тераватт — в своём классе и входил в число пяти самых мощных лазерных комплексов в мире. Были также предложены идеи по дальнейшему увеличению пиковой мощности вплоть до 10 петаватт.
На основе этих идей совместно с А. М. Сергеевым был предложен проект по созданию в России самого мощного в мире лазера XCELS, который был бы способен генерировать импульсы пиковой мощностью в сотни петаватт. Этот проект был включён Правительством РФ в число 6 проектов класса megascience для реализации в 2010—2020 годах.
Е. А. Хазановым проведены работы по реализации предложенных им же оригинальных методов когерентного суммирования излучения нескольких лазерных каналов в пучок с предельной дифракционной расходимостью. В процессе этих работ были созданы лазеры с обращением волнового фронта с рекордной средней мощностью.
При разработке лазеров сверхвысокой пиковой мощности и лазеров высокой средней мощности Е. А. Хазановым были заложены основы нового научного направления — термооптики магнитоактивных сред, в рамках которой решается задача создания магнитоактивных элементов, способных работать в лазерных системах при высокой степени тепловыделения в них. Были созданы устройства, способные выдерживать среднюю мощность излучения на уровне до 10 кВт, что на два порядка выше, чем было достигнуто до этого. Одним из мест, где такие элементы были использованы, стал проект гигантского лазерного интерферометра LIGO, предназначенного для поиска и детектирования гравитационных волн. Благодаря в том числе работам Е. А. Хазанова Институт прикладной физики РАН является одним из участников консорциума LIGO.
Е. А. Хазановым разработана модель лазерной генерации в керамических средах, на основе которой предсказан, а позднее и экспериментально обнаружен эффект случайной пространственной модуляции амплитуды, фазы и поляризации лазерного излучения, не наблюдающийся в других твердотельных лазерах на основе стекла или кристаллов.
Е. А. Хазанов является в общей сложности автором более 160 статей в рецензируемых журналах.

## Общественно-политическая позиция
Открыто заявляет о своих оппозиционных взглядах, активно участвует в российской общественно-политической жизни, в частности, стоит в одиночных пикетах, подписывает различного рода коллективные письма. В июле 2013 года в знак протеста против планов правительства по реформе Российской академии наук (РАН), выразившихся в проекте Федерального закона «О Российской академии наук, реорганизации государственных академий наук и внесении изменений в отдельные законодательные акты Российской Федерации» 305828-6, подписал коллективное заявление об отказе вступить в новую «РАН», учреждаемую предлагаемым законом. В октябре 2016 года подписал коллективное письмо академиков с требованием лишить министра культуры Владимира Мединского учёной степени. В самом министерстве культуры охарактеризовали академиков-подписантов как людей, которые «никогда не скрывали негативного отношения ко всему, что делает власть», и готовы «любого неугодного человека лишить научной степени только лишь потому, что он не разделяет либо научных, либо политических взглядов». В марте 2020 года подписал коллективное обращение учёных, в том числе академиков, против внесения поправок в конституцию Российской Федерации, охарактеризовав планируемое их принятие как «антиконституционный переворот». В феврале 2021 года подписал обращение «против практики политических преследований, полицейского и судебного произвола, бесчеловечных избиений мирных граждан со стороны полиции».
В апреле 2021 года во время перерыва научной сессии общего собрания РАН, в котором Хазанов участвовал по видеосвязи, он был задержан на рабочем месте в Институте прикладной физики в Нижнем Новгороде сотрудниками полиции за репосты в социальной сети «Facebook», связанные с информацией о состоянии здоровья оппозиционера Алексея Навального. После доставления в отдел полиции Канавинского района и составления протокола по части 2 статьи 20.2. Кодекса об административных правонарушениях Российской Федерации («организация либо проведение публичного мероприятия без подачи в установленном порядке уведомления о проведении») был отпущен под обязательство о явке в суд. Стал первым академиком РАН, задержанным за репосты. О задержании Хазанова на этом же самом общем собрании объявил академик Валерий Рубаков. Президент РАН Александр Сергеев выразил свою озабоченность задержанием Хазанова, но при этом отметил, что «наше собрание по этому поводу не должно принимать решение до тех пор, пока мы не разобрались», так как это «неправильно» до выяснения всех обстоятельств, а затем и вовсе отказался давать комментарии журналистам по поводу этого случая. Впоследствии Хазанов был признан виновным в «организации массового мероприятия, повлекшего за собой нарушение общественного порядка» и оштрафован на 20 тысяч рублей, что решил обжаловать. После приговора суда отмечал, что если посчитать, то «ученых, и в том числе членов РАН, среди участников событий будет ничуть не меньше, чем представителей других профессий», хоть его самого некоторые академики называли «врагом народа».
В дальнейшем продолжил свою общественную деятельность, подписав письма в защиту Сергея Зуева, а также общества «Мемориал».
В 2022 году выступил против вторжения России на территорию Украины, подписал открытое письмо российских учёных и научных журналистов с осуждением вторжения России на Украину и призывом вывести российские войска с украинской территории.

## Награды
- Государственная премия Российской Федерации в области науки и технологий (2018 год) — «за создание фундаментальных основ и инструментальных решений проблем регистрации гравитационных волн»[24].
- Премия Правительства Российской Федерации в области науки и техники (2012 год) — «за разработку и внедрение лазерных комплексов петаваттной мощности на основе параметрического усиления света»[25].
- Медаль РАН для молодых ученых (1999 год).
- Премия Президента России для молодых ученых (1995 год).
- Ленинская стипендия (1986 год).

## Публикации
- А. А. Бабин, А. М. Киселев, К. И. Правденко, А. М. Сергеев, А. Н. Степанов, Е. А. Хазанов. Экспериментальное исследование воздействия субтераваттного фемтосекундного лазерного излучения на прозрачные диэлектрики при аксиконной фокусировке // УФН. — 1999. — Т. 169. — С. 80—84. — doi:10.3367/UFNr.0169.199901l.0080.
- Е. А. Хазанов, А. М. Сергеев. Петаваттные лазеры на основе оптических параметрических усилителей: состояние и перспективы // УФН. — 2008. — Т. 178. — С. 1006—1011. — doi:10.3367/UFNr.0178.200809h.1006.
- А. В. Коржиманов, А. А. Гоносков, Е. А. Хазанов, А. М. Сергеев. Горизонты петаваттных лазерных комплексов // УФН. — 2011. — Т. 181. — С. 9—32. — doi:10.3367/UFNr.0181.201101c.0009.
- Е. А. Хазанов, С. Ю. Миронов, Ж. Муру. Нелинейное сжатие сверхмощных лазерных импульсов: компрессия после компрессора // УФН. — 2019. — Т. 189. — С. 1173—2000. — doi:10.3367/UFNr.2019.05.038564.